# オーストリア人の一覧
オーストリア人の一覧（オーストリアじんのいちらん）は、オーストリア帝国（ハプスブルク帝国）・オーストリア共和国で出身あるいは活動した有名人の一覧。
オーストリア・ハンガリー帝国期には、ウィーンをはじめとする現在のオーストリア領へと、帝国各地の様々な民族に属する住民が集まり、オーストリア国民として生活・活躍していたため、ここではそのような人物も一覧に含める。また、もともと神聖ローマ帝国の帝位を占めたハプスブルク家の領地であるため、現在のドイツ領から来て活躍した人物も多く、それらの一部もこの一覧に含まれている。

## 学者

### 数学
- パウル・ギュルダン
- クルト・ゲーデル - ブルノ出身の数学・論理学者。完全性定理と不完全性定理、連続体仮説の相対的な無矛盾性など

### 物理学
- ヨーゼフ・シュテファン - 物理学者、数学者、詩人。スロベニア人
- リヒャルト・クーン - 生化学者、ノーベル化学賞(1938年)
- リーゼ・マイトナー - 核物理学者
- ブルーノ・トウシェク - 物理学者
- ルートヴィヒ・フォン・ベルタランフィ - 生物学者
- エルヴィン・シュレーディンガー - 理論物理学
- クリスティアーン・ドップラー - ドップラー効果の発見など
- ヴォルフガング・パウリ -　物理学者。スピンの理論、ニュートリノの暗示
- ヴィクトール・フランツ・ヘス - ノーベル物理学賞
- ルートヴィッヒ・ボルツマン - 物理学者、哲学者
- エルンスト・マッハ - 哲学者、物理学者
- ウォルター・ムンク - 海洋物理学者

### 化学
- カール・ヴェルスバッハ - 化学者、発明家
- ロベルト・バーラーニ
- ハンス・フィッシャー - 1930年ノーベル化学賞受賞

### 生物学、医学、生理学
- ハンス・アスペルガー - 小児科医、アスペルガー症候群の発見者
- アルフレッド・アドラー - 精神科医、ジークムント・フロイトおよびカール・グスタフ・ユングと並んで現代のパーソナリティ理論や心理療法を確立した
- レオ・カナー - 児童精神科医、自閉症についての研究で知られる
- イグナーツ・ゼンメルワイス
- アルベルト・クリスティアーン・テーオドール・ビルロート - 外科医。近代腹部外科医療の創始者
- カール・フォン・フリッシュ - 動物行動学、ノーベル医学生理学賞
- グレゴール・ヨハン・メンデル - 遺伝学（モラヴィアで出生・活躍した）
- カール・ラントシュタイナー - 生物学者、ユダヤ系。ノーベル賞
- コンラート・ローレンツ - 動物行動学

### 技術者・発明家
- ヴィルヘルム・クレス - 1901年に動力飛行を試み、失敗。
- ジークフリート・マルクス - 自動車の父。ユダヤ系

### 心理学
- アルフレート・アードラー - 医師・心理学者、ユダヤ系。個人心理学、自尊感情
- メラニー・クライン - 心理学者。ユダヤ系
- ユージン・ジェンドリン - 哲学者、臨床心理学者
- フリッツ・ハイダー - ゲシュタルト心理学者
- ベルタ・パッペンハイム - 被験者
- ヴィクトール・フランクル - 精神科医、ユダヤ系
- ヨーゼフ・ブロイアー
- ジークムント・フロイト - モラヴィア出身の心理学者、ユダヤ系
- ブルーノ・ベッテルハイム - 心理学者、ハンガリー・ユダヤ系
- ヴィルヘルム・ライヒ - 化学者、精神分析家
- オットー・ランク - 医師以外としては初の精神分析家

### 法学
- フェリックス・フランクフルター -

### 政治学
- スタンリー・ホフマン -
- アンドレアス・マイスリンガー - 政治学者、政府機関「ホロコースト記念施設の奉仕活動（cf.オーストリアの追悼奉仕）」の設立者
- ジョン・ラギー -

### 経済学、経営学
- フリードリヒ・フォン・ヴィーザー - 経済学。初期のオーストリア学派の1人
- ヨーゼフ・シュンペーター - 経済学（モラヴィア出身）
- ピーター・ドラッカー - 経営学・社会学
- フリードリヒ・ハイエク - 経済学者
- カール・メンガー - 経済学者。経済学におけるオーストリア学派（限界効用学派）の祖（ガリチア出身）

### 言語学、人類学、東洋学
- アウグスト・プフィッツマイアー - 万葉研究の先駆者。ボヘミア出身
- フランツ・ミクロシッチ - 言語学者。スロヴェニア出身
- ノルベルト・ヨークル - アルバニア学の父。モラヴィア出身。ユダヤ系
- ロバート・ローウィ - 人類学

### 歴史学、社会学
- シモン・アシュケナージ - 歴史学者、ユダヤ系（ガリチア出身）
- マックス・アードラー - 社会学者。ユダヤ系

### 哲学、思想、宗教
- イヴァン・イリイチ - 哲学者、クロアチア・ユダヤ系
- オットー・ヴァイニンガー
- ルドルフ・シュタイナー - 教育思想家。シュタイナー学校など（クロアチア出身、民族的にはドイツ系）
- エドムント・フッサール - 哲学者。モラヴィア出身、ユダヤ系
- マルティン・ブーバー - 宗教哲学者。ガリチア・ユダヤ系
- ルートヴィヒ・ヴィトゲンシュタイン
- ルドルフ・カルナップ
- カール・ポパー

#### ユダヤ教
- ナータン・ビルンバウム
- テオドール・ヘルツル - ジャーナリスト、近代政治シオニズム思想家（ハンガリー出身）
- マックス・ジーモン・ノルダウ（マックス・ノルダウ）（ハンガリー出身）

#### キリスト教
- ザルツブルク大司教を参照。

## 音楽家
オーストリアはドイツと並ぶ音楽大国（1866年以前はドイツ連邦の盟主）で、偉大な音楽家を多数輩出している。またウィーンでは、オーストリア域外出身ドイツ人のルートヴィヒ・ヴァン・ベートーヴェン、ヨハネス・ブラームスやユダヤ系のヨハン・シュトラウス2世やグスタフ・マーラーなど多くの偉大な作曲家が活躍した。

### 作曲家
- アルブレヒツベルガー一族 - バイオリニストの一族
  - ヨハン・ゲオルク・アルブレヒツベルガー
- ハインリヒ・イザーク - フランドル楽派の作曲家。フランドル出身
- ゲオルク・クリストフ・ヴァーゲンザイル - 作曲家、鍵盤楽器（ハープシコードとオルガン）奏者
- アントン・ヴェーベルン
- フーゴー・ヴォルフ - 歌曲作曲家。スロベニア人

- ハンス・ガール - 作曲家、ハンガリー系ユダヤ人
- ヤコブス・ガルス - 16世紀の後期ルネサンス音楽の作曲家、スロベニア出身
- アントニオ・カルダーラ
- エルンスト・クルシェネク - 作曲家、チェコ系
- フリッツ・クライスラー
- エーリヒ・ヴォルフガング・コルンゴルト - 作曲家、ユダヤ系、モラヴィア出身

- アントニオ・サリエリ
- ヨハン・バプティスト・シェンク - 作曲家
- アルノルト・シェーンベルク - 十二音音楽の開拓者、ハンガリー系ユダヤ人
- ハインリヒ・シフ - チェリスト
- ヨハン・マティーアス・シュペルガー - 作曲家、コントラバス奏者
- ルートヴィヒ・シュトライヒャー - コントラバス奏者
- オスカル・シュトラウス
- シュトラウス一家 - ウィンナ・ワルツの作曲家一族、ハンガリー系ユダヤ系
  - エドゥアルト・シュトラウス1世
  - ヨーゼフ・シュトラウス
  - ヨハン・シュトラウス1世
  - ヨハン・シュトラウス2世
  - ヨハン・シュトラウス3世
- フランツ・シューベルト - 作曲家
- フランツ・シュミット
- フランツ・シュレーカー
- オットー・M・シュワルツ - 作曲家、指揮者

- カール・チェルニー
- アントニオ・ディアベリ

- フランツ・ヨーゼフ・ハイドン
- ヨハン・ミヒャエル・ハイドン
- パウル・バドゥラ＝スコダ
- ファルコ - ロック・ミュージシャン
- ヨハン・ヨーゼフ・フックス
- ロベルト・フックス
- ハンス・プフィッツナー
- ベアート・フラー - 現代音楽作曲家
- イグナツ・プライエル、イグナス・プレイエル
- ヨハネス・ブラームス - ドイツ・ハンブルク出身
- アントン・ブルックナー
- ヨハン・ヤーコプ・フローベルガー
- ルートヴィヒ・ヴァン・ベートーヴェン - ドイツ・ボン出身
- アルバン・ベルク
- ロマン・ホフシュテッター

- アルマ・マーラー
- グスタフ・マーラー - 指揮者・作曲家。ボヘミア出身、ユダヤ系
- ゲオルク・ムッファト
- モーツァルト一族
  - レオポルト・モーツァルト
  - ヴォルフガング・アマデウス・モーツァルト- 作曲家
  - フランツ・クサーヴァー・モーツァルト-（ヴォルフガング・アマデウス・モーツァルトⅡ世）
  - カール・トーマス・モーツァルト
- エミール・フォン・レズニチェク - 作曲家、チェコ系
- ハンス・ロット - 作曲家

### 指揮者
- ニコラウス・アーノンクール
- フェリックス・ワインガルトナー - ユダヤ系
- フランツ・ウェルザー＝メスト
- ヘルベルト・フォン・カラヤン - ギリシア（マケドニア）系の家系
- エーリヒ・クライバー -　ドイツ人。
- カルロス・クライバー - エーリヒ・クライバーの息子。ドイツ人だが後にオーストリア国籍を取得。
- クレメンス・クラウス
- ヨーゼフ・クリップス
- オトマール・スウィトナー
- ゲオルク・ティントナー
- ヴィルヘルム・トライバー
- カール・ベーム
- アルトゥール・ボダンツキー
- エーリヒ・ラインスドルフ
- エドゥアルト・シュトラウス2世

### 器楽奏者
- 内田光子 - ピアニスト、静岡県熱海市出身で12歳のときオーストリアへ
- トーマス・カクシュカ - ヴィオラ奏者、アルバン・ベルク弦楽四重奏団の一員
- フリッツ・クライスラー - ヴァイオリニスト、ユダヤ系
- パウル・グルダ - ピアニスト、ユダヤ系
- フリードリヒ・グルダ - ピアニスト、クラシックからジャズまでを演奏
- エミール・フォン・ザウアー - ピアニスト
- アンドラーシュ・シフ - ピアニスト
- パウル・バドゥラ・スコダ - ピアニスト
- イェルク・デームス - ピアニスト。日本ではパウル・バドゥラ＝スコダ、フリードリヒ・グルダとまとめて「ウィーン三羽烏」などと呼ばれた
- ティル・フェルナー - ピアニスト
- アルフレート・ブレンデル - ピアニスト。北モラヴィア出身
- アルノルト・ロゼ - ヴァイオリニスト。ルーマニア生まれのユダヤ系
- ヨーゼフ・ヘルメスベルガー - ヴァイオリニスト
- ヨーゼフ・ヘルメスベルガー2世 - ヴァイオリニスト
- ヴィリー・ボスコフスキー - ヴァイオリニスト・指揮者
- ワルター・バリリ - ヴァイオリニスト
- ライナー・キュッヒル - ヴァイオリニスト
- ヴォルフガング・シュナイダーハン - ヴァイオリニスト
- ウェルナー・ヒンク - ヴァイオリニスト
- ゲルハルト・ヘッツェル - ヴァイオリニスト、ハンガリー人とルーマニア人の混血

### 歌手
- オットー・エーデルマン
- ヨーゼフ・シュミット - シナゴーグ・カントル、テノール歌手
- ファルコ - ロック歌手

### その他
- ルートヴィヒ・フォン・ケッヘル（ケッヒェル） - ケッヘル番号
- イグナーツ・ベーゼンドルファー - ベーゼンドルファー創業者
- マイケル・クレトゥ - ミュージシャン。音楽プロジェクトエニグマの創設者で指導者

## 芸術・美術

### 美術、建築
- クリストファー・アレグザンダー - 建築家
- アルフレト・クビーン
- マルティン・クラーケ - 写真家
- グスタフ・クリムト - 画家
- オスカル・ココシュカ - 画家
- エゴン・シーレ - 画家
- ハインツ・テーザー - 建築家
- ヘルマン・ニッチュ - パフォーマンスアーティスト、画家、音楽家
- ヘルベルト・バイヤー - 写真家
- ラウル・ハウスマン - 写真家
- カール・ビッター - 彫刻家
- アルフレート・フルドリチカ（ヒルドリチカ）
- フリーデンスライヒ・フンデルトヴァッサー（フリーデンスライヒ・フンダートヴァッサー） - 画家、建築家
- ジョーゼフ・エドガー・ベーム - イギリスの彫刻家
- ゴットフリート・ヘルンバイン - 画家、写真家
- ハンス・ホライン - 建築家
- ミヒャエル・モーザー - 写真家
- リゼット・モデル - 写真家。ユダヤ系
- インゲ・モラス - 写真家
- マリア・ラスニック - 画家

- ウィーン分離派
  - アドルフ・ロース - 建築家
  - オットー・ヴァーグナー - 建築家

- ウィーン幻想リアリズム派 - 芸術家集団
  - エルンスト・フックス
  - エーリヒ・バウアー（アリク・バウアー）
  - ルードルフ・ハウスナー
  - ヴォルフガング・フッター

### 文学、戯曲
Category:オーストリア文学
- フランツ・カフカ  - オーストリア＝ハンガリー帝国領ボヘミアで出生。ユダヤ系。20世紀の文学を代表する作家と言われる。
- ライナー・マリア・リルケ - オーストリア＝ハンガリー帝国領プラハで出生。徴兵されてウィーンの部隊に配属
- マリア・フォン・トラップ - サウンド・オブ・ミュージックの原作となった自伝の作者
- ローゼ・アウスレンダー
- アハロン・アッペルフェルド
- ペーター・アルテンベルク
- エルフリーデ・イェリネク - ユダヤ系。ノーベル文学賞（2004年）
- フランツ・ヴェルフェル
- レーオポルト・フォン・ザッハー＝マゾッホ
- アーダルベルト・シュティフター - チェコ出身のズデーテン・ドイツ人
- ユーラ・ゾイファー - ウクライナ出身、ユダヤ系
- フランツ・テーオドール・チョコル
- ヘルマン・バール
- カール・ファルカシュ
- ルートヴィヒ・フォン・フランクル
- リヒャルト・ベーア＝ホフマン
- フーゴ・フォン・ホーフマンスタール
- アルフレート・ポルガール
- ロベルト・ムージル
- ペーター・ローゼッガー（ロゼッガー） - 作家。シュタイアー方言詩など郷土色のある作品
- ヨーゼフ・ロート

- 青年ウィーン
  - ラウール・アウアーンハイマー
  - カール・クラウス - 諷刺作家、チェコ出身、ユダヤ系
  - フェリックス・ザルテン - 児童文学作家としても知られる。ハンガリー出身、ユダヤ系
  - アルトゥル・シュニッツラー - 作家。ユダヤ系
  - シュテファン・ツヴァイク - 作家。ユダヤ系
  - フェーリクス・デーアマン
  - ヘルマン・バール
  - ヘルマン・ブロッホ
  - フーゴー・フォン・ホーフマンスタール - 作家。ユダヤ系

## 演劇・映画

### 映画監督、演出家
- エーリヒ・フォン・シュトローハイム - 映画監督。ユダヤ系
- フレッド・ジンネマン（フレート・ツィンネマン） - 映画監督。ユダヤ系
- ジョセフ・フォン・スタンバーグ - 映画監督。ユダヤ系

- ミヒャエル・ハネケ - 映画監督・脚本家（ドイツ出身）
- オットー・プレミンジャー - 映画監督。ユダヤ系
- フリッツ・ラング - 映画監督。ユダヤ系
- ビリー・ワイルダー - 映画監督、脚本家、プロデューサー。ユダヤ系（ガリチア出身）

- マックス・ラインハルト - 演出家。ユダヤ系
- エドガー・ホーネットシュレッガー - 映画監督

### 俳優
- クリスティーネ・カウフマン - 女優
- ヘレーネ・ヴァイゲル
- マクシミリアン・シェル - 俳優・映画プロデューサー・映画監督
- ヘルムート・バーガー - 俳優
- マリア・シェル - 女優
- ビビ・ベッシュ - 女優
- エリーザベート・ベルグナー - 女優、パウル・ツィンナーの妻、ユダヤ系
- カール・メルカツ
- ヘディ・ラマー（ヘディ・ラマール） - 女優、ユダヤ系
- クリストフ・ヴァルツ
- オスカー・ホモルカ - 俳優
- トンプソン・アイミ - 子役
- センタ・バーガー - 女優

## スポーツ
- アンドレアス・ヘルツォーク - サッカー選手
- マリオ・ハース - サッカー選手
- ヴォルフガング・ファイアージンガー - サッカー選手
- フリードリッヒ・コンシリア - サッカー選手
- フランツ・ベッケンバウアー - サッカー選手
- アントン・ポルスター - サッカー選手
- ハンス・クランクル - サッカー選手
- エルンスト・ハッペル - サッカー選手・サッカー監督
- ニキ・ラウダ - レーシングドライバー、実業家（ラウダ航空、Fly NIKIの創業者）
- アレクサンダー・ヴルツ - レーシングドライバー
- ゲルハルト・ベルガー - レーシングドライバー
- パトリック・フリーザッハー - レーシングドライバー
- フェルディナント・ズヴォニミル・ハプスブルク＝ロートリンゲン - レーシングドライバー（現ハプスブルク＝ロートリンゲン家当主カール・ハプスブルク＝ロートリンゲンの長男）
- クリスチャン・クリエン（クリスティアーン・クリーン）- レーシングドライバー
- ヨッヘン・リント - レーシングドライバー
- カール・ヴェンドリンガー - レーシングドライバー
- ローランド・ラッツェンバーガー - レーシングドライバー
- ハラルド・アートル - レーシングドライバー
- ヘルムート・コイニク - レーシングドライバー
- トニー・ザイラー - スキー選手
- ヘルマン・マイヤー - スキー選手
- ベンヤミン・ライヒ - スキー選手
- シュテファン・エベルハルター - スキー選手
- グレゴア・シュリーレンツァウアー - スキー・ジャンプ選手
- アンドレアス・ゴルトベルガー - スキー・ジャンプ選手
- アンドレアス・ヴィトヘルツル - スキー・ジャンプ選手
- トーマス・モルゲンシュテルン - スキー・ジャンプ選手
- ハンネス・シュナイダー - スキー講師
- ハインリヒ・ハラー - 登山家
- ペーター・ハーベラー - 登山家
- トーマス・ムスター - テニス選手
- バルバラ・シェット - テニス選手
- ドミニク・ティーム - テニス選手
- ヴェルナー・シュラガー - 卓球選手
- ローランド・キッキンガー ― ボディビルダー、俳優

## 政治家、貴族
- レオポルト・ペツネック - 社会民主党の指導者、エリーザベト・マリー・ペツネックの夫。ブルック・アン・デア・ライタ生まれ
- ハインツ・フィッシャー
- アウアースペルク家
- クルト・ヴァルトハイム
- ヴィンディッシュグレーツ家
- フランツ・ヴラニツキー
- エッゲンベルク家
- オイゲン公（フランス出身）
- リヒャルト・クーデンホーフ・カレルギー（汎ヨーロッパの提唱者）
- ブルーノ・クライスキー - 首相。ユダヤ系
- ヨーゼフ・クラウス
- ヴィクトル・クリーマ
- トーマス・クレスティル
- アルフォンス・ゴルバッハ
- フレート・ジノヴァツ
- ヴォルフガング・シュッセル
- アーノルド・シュワルツェネッガー
- ベアテ・シロタ・ゴードン - レオ・シロタの娘。連合国軍最高司令官総司令部(GHQ)民生局で憲法草案制定会議のメンバーとして日本国憲法の起草と、GHQと日本政府による憲法の対訳会議における通訳を務めた
- トラウトマンスドルフ家)
- ハプスブルク家
  - マリー・アントワネット
  - マリア・テレジア
  - マリー・ルイーズ - 神聖ローマ皇帝フランツ2世の長女、フランス皇帝ナポレオン1世の皇后
  - マリア・レオポルディナ - 神聖ローマ皇帝フランツ2世の次女
  - エリーザベト・マリー・ペツネック - ハプスブルク家最後の大公女
- バーベンベルク家
- ハラッハ家（チェコ系）
- アドルフ・ヒトラー - 国民社会主義ドイツ労働者党党首。1933年にドイツの首相となり(ナチ党の権力掌握）、1938年にはオーストリアを併合した。
- レーオポルト・フィーグル
- フュルステンベルク家
- ユーリウス・ラープ - 政治家
- リヒテンシュタイン家
- カール・ルエーガー - ウィーン市長
- カール・レンナー - 首相・大統領。ユダヤ系
- アレクサンダー・フォン・バッハ - オーストリア帝国の政治家

- オーストリア君主一覧
- 連邦首相 (オーストリア)
- 連邦大統領 (オーストリア)

## その他
- ヘルベルト・アイゼンライヒ - 作家
- マリアンネ・フリッツ - 作家
- ヨハン・マリーオ・ジンメル - 作家
- レギーナ・ウルマン - 作家。ユダヤ系
- ラインハルト・プリースニッツ - 詩人
- ベアテ・シロタ・ゴードン - 舞台芸術監督、フェミニスト、日本国憲法を起草したメンバー
- フランツ・ザッハー - 料理人
- ヴォルフガング・プック（ウルフギャング・パック）-料理人
- ヨハン・ネポムク・ホーフツィンザー - 奇術師
- ザームエル・オッペンハイマー - 宮廷ユダヤ人
- ザムゾン・ヴェルトハイマー - 宮廷ユダヤ人
- ディートリヒ・マテシッツ - 実業家
- テオドール・エードラー・フォン・レルヒ - 日本初の本格的なスキー指導をおこなった軍人
- オットー・スコルツェニー - 軍人、実業家
- ヨーゼフ・アラーベルガー - 軍人、狙撃手
- アウグスチン・マラー - 軍人